# Synnotum
Synnotum is een mosdiertjesgeslacht uit de  familie van de Epistomiidae en de orde Cheilostomatida

## Soorten
- Synnotum aegyptiacum (Audouin, 1826)
- Synnotum circinatum Winston, 2004
- Synnotum contortum Waters, 1913
- Synnotum pembaense Waters, 1913

Niet geaccepteerde soort:
- Synnotum pusillum Nordgaard, 1907 → Nordgaardia pusilla (Nordgaard, 1907)